# Kārlis Šteins
Pour les articles homonymes, voir Steins.
Kārlis Šteins, né le 13 octobre 1911 à Kazan, en Russie, et mort le 4 avril 1983, est un astronome letton et soviétique et vulgarisateur de cette science.
En 1925, il a terminé la 2e école secondaire de Riga. En 1929, il a commencé les études à la Faculté de mathématiques et de sciences naturelles de l'Université de Lettonie. En 1934, il est diplômé de l'Université de Lettonie. En 1933, il pratiquait à Cracovie, en Pologne, à l'Observatoire astronomique de Cracovie sous la supervision de Tadeusz Banachiewicz, et y a continué jusqu'en 1936. En 1933, il calcula l'orbite de l'astéroïde 1933 OP, découvert par Karl Wilhelm Reinmuth, et le nomma (1284) Latvia ; c'est la première planète mineure à porter un nom lié à la Lettonie. Après 1951, il a travaillé à l'Université de Lettonie en tant que professeur au département de physique théorique. Il est devenu associate professor (docent) en 1956 et professeur en 1966. Il est devenu membre de l'Union astronomique internationale en 1958 et du Conseil d'astronomie de l'Académie des sciences de l'URSS en 1967.
Kārlis Šteins a enrichi l'astronomie de ses recherches sur la cosmogonie, la mécanique céleste et les problèmes du temps précis. Il a eu plus de 120 publications. Il a obtenu son doctorat à l'Observatoire de Poulkovo en 1963 en soutenant sa thèse sur l'évolution des orbites des comètes.
L'astéroïde (2867) Šteins, découvert en 1969 par l'astronome soviétique Nikolaï Stepanovitch Tchernykh et photographié par la sonde spatiale Rosetta en 2008, est nommé en l'honneur de Šteins .